# Union des journalistes de télévision
L'Union des journalistes de télévision est une association créée après les évènements de mai 1968 qui regroupe les 70 journalistes licenciés de l'ORTF pour fait de grève. Elle élit domicile au siège du Syndicat français des acteurs (SFA). Les 70 licenciés se battent pour obtenir réparation en justice et pour retrouver du travail.
Son président est le journaliste Maurice Séveno qui avait jusque-là présenté le journal télévisé de la première chaîne de l'ORTF, licencié et interdit d'antenne. Son trésorier est le journaliste d'art Adam Saulnier. L'association crée à la rentrée 1968 un journal, Le Fait public, qui disparaîtra l'année suivante.
À la fin de l'année 1968, à la mi-décembre, l'Union des journalistes de télévision commande un sondage à l'IFOP pour mesurer la désaffection des Français envers l'ORTF. Le sondage, limité à deux questions par souci d'économie, montre que 56 % des Français sont mécontents de la qualité de l'information télévisée et que 69 % souhaitent la réintégration des journalistes licenciés.